# Filodémos z Gadar
Filodémos z Gadar (řecky: Φιλόδημος ὁ Γαδαρεύς; asi 110 př. n. l. – asi 40 nebo 35 př. n. l.) byl epikurejský filozof a básník narozený na území dnešního Jordánska. Studoval u Zénóna ze Sidónu v Athénách, poté se přestěhoval do Říma a poté do Herculanea. Ve středověku byl znám jen jako básník, protože jeho filozofické dílo se zcela ztratilo, ale v 18. století bylo 36 jeho spisů objeveno mezi ohořelými papyrovými svitky ve Vile papyrů v Herculaneu, jež byla zasypána při výbuchu Vesuvu v roce 79. Luštění těchto svitků pokračuje dodnes; zpočátku nebudily takový zájem, protože helénistická filozofie nebyla dlouho příliš ceněna. Dosud objevená Filodémova díla zahrnují spisy o etice, teologii, epistemologii, rétorice, hudbě, poezii a historii filozofických škol. Mezi epikurejci zastával ortodoxní postoje a silně kritizoval ostatní filozofické školy, byť v pracích, jimiž chtěl patrně oslovit širší publikum, byl mírnější a smířlivější. Byl inovativním myslitelem v oblasti estetiky, k níž konzervativní epikurejci přispěli jinak jen málo. Jeho estetické názory ovlivnily Horatia při psaní jeho Ars Poetica. V práci O metodách odvozování pochybuje o spolehlivosti induktivního usuzování o nepozorovaném z pozorovaného, a to proto, že existují jedinečné události, které nelze odhadnout z toho, co se děje jinde. Ethel Ross Barkerová se domnívala, že právě Filodémos byl majitelem Vily papyrů. Ale většina historiků se přiklání k názoru, že jím byl bohatý římský mecenáš Lucius Calpurnius Piso Caesoninus. Řecká antologie (Anthologia Graeca) zachovala třicet čtyři jeho epigramů, většinou milostných. Cicero Filodéma chválil za elegans lascivia v těchto básních. Do okruhu jeho přátel patřil i Vergilius.